# Strumigenys formosensis
Strumigenys formosensis (лат.) — вид мелких муравьёв из трибы Attini (ранее в Dacetini, подсемейство Myrmicinae). Название дано по имени места обнаружения типовой серии на острове Тайвань (от устаревшего португальского колониального названия Formosa).

## Распространение
Остров Тайвань.

## Описание
Длина желтовато-коричневого тела около 3 мм. Усики 6-члениковые. Длина головы (HL) от 0,84 до 0,87 мм, ширина головы (HW) от 0,54 до 0,56 мм. Вершинная вилка жвал из двух апикальных зубцов и одного преапикального. От близких видов отличается следующими признаками: предвершинный зубец жвал едва больше выступающий угол. Длина предвершинного зубца меньше половины ширины жвал в месте выхода зубца, что намного меньше максимальной ширины нижней челюсти. Предвершинный зуб не направлен медиально, а настолько сильно наклонен к апикодорсальному зубцу, что его проксимальный край образует единую непрерывную линию с внутренним краем жвал. Мандибулы длинные, узкие. Хищный вид, предположительно, как и другие представители рода, охотится на мелкие виды почвенных членистоногих.
Вид был впервые описан в 1912 году швейцарским мирмекологом Огюстом Форелем по материалам из Тайваня под первоначальным названием Strumigenys feae var. formosensis  Forel, 1912, а в 1949 году повышен до видового статуса.
Вид включён в состав комплекса Strumigenys feae-complex из видовой группы Strumigenys mayri group, отличаясь формой преапикального зубца жвал.